# 5-氨基-1,3,4-噻二唑-2-硫酮
5-氨基-1,3,4-噻二唑-2-硫酮是一种有机化合物，化学式为C2H3N3S2。它可由氨基硫脲和二硫化碳在DMF中回流或碳酸钠存在下于乙醇中回流反应得到。它和异氰酸苯酯反应，可以得到N-苯基-N'-(5-巯基-1,3,4-噻二唑-2-基)脲。它和丙炔酸甲酯在水中加热反应，可以得到3-(5-氨基-1,3,4-噻二唑-2-硫基)丙烯酸甲酯。